# Salma Paralluelo
Salma Celeste Paralluelo Ayingono (* 13. November 2003 in Saragossa) ist eine spanische Fußballspielerin und ehemalige Leichtathletin. Die Flügelstürmerin spielt seit Sommer 2022 für den spanischen Serienmeister FC Barcelona und debütierte im gleichen Jahr für die spanische A-Nationalmannschaft. 
Seit ihrer Kindheit übte sich Paralluelo in der Leichtathletik und im Fußball. Sie qualifizierte sich im Alter von 15 Jahren über 400 Meter für die Leichtathletik-Halleneuropameisterschaften 2019 und gewann als Fußballerin 2018 mit dem spanischen Team die U17-Europameisterschaft, als auch die U17-Weltmeisterschaft.
Nach ihrem Wechsel zu Barcelona verkündete sie 2022 das vorläufige Ende ihrer Leichtathletikkarriere. Mit dem katalanischen Verein gewann sie in der Saison 2022/23 die spanische Meisterschaft und die UEFA Women’s Champions League. 
Im Jahr 2022 wurde sie mit ihrer Fußballnationalmannschaft U20-Weltmeister und verhalf im August 2023 der A-Nationalmannschaft zum ersten WM-Titel der Frauen. Paralluelo erhielt daraufhin von der FIFA die Auszeichnung als beste junge Spielerin des Turniers.

## Leben
Paralluelo ist die Tochter eines spanischen Vaters und einer Mutter aus Äquatorialguinea. Ihre Mutter zog um die Jahrtausendwende mit einem Sohn namens Florencio aus einer früheren Beziehung nach Spanien, da dieser eine angeborene Sehschwäche hatte und die Familie sich eine bessere medizinische Behandlung, sowie Lebensbedingungen in Europa erhoffte. Im Dezember 2012 wurde Paralluelos Halbbruder Florencio als vermisst gemeldet, als dieser nach einem Besuch bei Freunden nicht nach Hause kam und rund einen Monat später fand man den leblosen Körper des 21-jährigen im Fluss Ebro in der Nähe eines Wasserkraftwerks.
Ihr jüngerer Bruder Lorenzo und ihr älterer Bruder José „Jota“ Jaime spielen ebenfalls Fußball.

## Fußballkarriere
Paralluelo spielte bereits als Kind in der Schule Fußball, mit 8 Jahren trat sie einem Futsalverein bei. Bald darauf begann sie bei der Unión Deportiva San José auch Fußball im Verein zu spielen. Nachdem sie 2017 das erste Mal zum Training der spanischen U16-Nationalmannschaft eingeladen wurde, wechselte sie im selben Jahr zum Frauenfußballverein Zaragoza CFF.
2018 gehörte sie zum siegreichen spanischen Aufgebot der im Mai ausgetragenen U17-Europameisterschaft, bei der sie nach einem Startelfeinsatz und zwei Einwechslungen in der Gruppenphase im Halbfinale und Finale in der Startformation als linke Außenstürmerin eingesetzt wurde. Kurz nach ihrem 15. Geburtstag war sie zum Ende des Jahres bei der U17-Weltmeisterschaft wieder Teil der sich erneut den Turniersieg erspielenden spanischen Mannschaft. Paralluelo gehörte in allen sechs Spielen zur Startelf und schoss beim 5:0-Vorrundensieg gegen Kanada den Führungstreffer. Kurz nach der Weltmeisterschaft wurde sie, nachdem sie das erforderliche Mindestalter von 15 Jahren mittlerweile erreicht hatte, erstmals in der ersten Mannschaft ihres in der zweiten spanischen Liga spielenden Vereins eingesetzt.
Im Folgejahr erzielte Paralluelo bei den U17-Europameisterschaften 2019 insgesamt vier Turniertore, scheiterte aber diesmal mit der spanischen Elf im Halbfinale gegen die Niederlande.
Zur Saison 2019/20 wechselte sie innerhalb der Segunda División zum FC Villarreal und brachte es in dieser Spielzeit bei zwölf Einsätzen auf fünf Tore. Im Folgejahr konnte sich Paralluelo deutlich steigern und war mit 15 Treffern in 17 Spielen beste Tojägerin ihrer Mannschaft, Villarreal glückte zudem der Aufstieg in die Primera División. Sie selbst zog sich jedoch im April 2021 in einem Spiel gegen den FC Granada einen Kreuzbandriss am linken Knie zu und fiel für mehrere Monate aus. Erst am 26. Januar 2022 konnte Paralluelo in einem Pokalspiel gegen DUX Logroño wieder ein Pflichtspiel bestreiten. Am 20. März 2022 debütierte Salma Paralluelo in der ersten Spielklasse und brachte es bis zum Ende der Saison noch auf acht Ligaeinsätze und drei Tore. 
Im Sommer 2022 wurde Paralluelo von Teamchef Jorge Vilda überraschend in den Endrundenkader der Nationalmannschaft für die Europameisterschaft einberufen, fiel jedoch aufgrund einer Verletzung aus. Wenig später gab der FC Barcelona die Verpflichtung der jungen Stürmerin bekannt. Im August 2022 gewann Salma Paralluelo mit der U20 die Weltmeisterschaft und brachte es dabei in fünf Spielen auf drei Tore, darunter zwei Treffer beim 3:1 im Endspiel gegen Japan. Ihr Debüt im A-Kader Spaniens feierte sie am 11. November dieses Jahres in einem Freundschaftsspiel gegen Argentinien. Beim 7:0 gegen die Südamerikanerinnen gelang ihr ein Hattrick.
Bei der Fußball-Weltmeisterschaft 2023 wurde sie Weltmeisterin und zugleich zur besten jungen Spielerin des Turniers gewählt.
2024 wurde sie für den Ballon d’Or féminin nominiert.

## Leichtathletikkarriere
Zur Leichtathletik kam Paralluelo, als sie 6-jährig einen Parklauf in ihrer Heimatstadt Saragossa gewann. Für den Club Atletismo San José startend probierte sie sich in den Folgejahren in verschiedenen leichtathletischen Disziplinen, bestritt aber auch weiterhin Straßen- und Crossrennen. So entschied sie beim Straßenlauf Jean Bouin in Barcelona von 2012 bis 2016 jeweils die Wertung ihrer Altersklasse für sich.
Im Juni 2016 nahm Paralluelo erstmals an spanischen Meisterschaften ihres Jahrgangs (U14) teil und gewann den Dreikampf (80 Meter Hürden / Kugelstoßen / 80 Meter). 2017 siegte sie bei den spanischen U16-Hallenmeisterschaften im 60-Meter-Hürdenlauf, bei den nationalen U16-Freiluftmeisterschaften im Sommer wurde sie Sechste über 100 Meter Hürden.
Danach wechselte sie zur neuen Saison zum Verein Alcampo Scorpio 71, dem größten Leichtathletikverein in Saragossa und wurde dort von Félix Laguna trainiert. Im Jahr 2018 gewann Paralluelo bei den spanischen U16-Hallenmeisterschaften in 39,46 s über 300 Meter und wurde am selben Tag Zweite im Dreisprung (12,06 Meter). Bei den Freiluftmeisterschaften ihrer Altersklasse im Juli brach sie über die 300 Meter Hürden mit der Siegeszeit von 42,56 s den spanischen Allzeitrekord in der nichtolympischen Disziplin.
In der Hallensaison 2019 konzentrierte Paralluelo sich auf die 400-Meter-Distanz und konnte sich nach 57,05 s Anfang Januar von Rennen zu Rennen steigern, sodass sie in ihrem vierten Saisonrennen bei den in Antequera ausgetragenen spanischen Hallenmeisterschaften zunächst spanischen U18-Rekord im Semifinale lief (54,10 s) und das Finale am 17. Februar schließlich nach 53,83 s als Dritte und mit spanischen U20-Rekord beendete. Damit unterbot sie auch die internationale Norm für die Halleneuropameisterschaften 2019 in Glasgow (53,90 s), bei denen sie Anfang März als Letzte ihres Vorlaufs in 55,30 s ausschied. Im Alter von 15 Jahren und 108 Tagen war sie hinter der norwegischen Geherin Kjersti Tysse (1987; 15 Jahre und 34 Tage) die bis dahin zweitjüngste Teilnehmerin bei insgesamt 35 ausgetragenen Halleneuropameisterschaften.
Im Juli 2022 verkündete Salma Paralluelo, im Anschluss an ihre Vertragsunterschrift beim FC Barcelona, dass sie sich künftig nur noch auf den Fußballsport konzentrieren will.

### Persönliche Bestleistungen
- 400 Meter (Halle): 53,83 s, 17. Februar 2019, Antequera
- 300 Meter Hürden: 42,56 s, 1. Juli 2018, Castellón
- 400 Meter Hürden: 57,36 s, 19. September 2020, Ciudad Real

## Erfolge und Auszeichnungen

### Erfolge als Fußballerin

#### Verein
- UEFA Women’s Champions League: 2023
- Spanische Meisterschaft: 2023
- Spanischer Supercup: 2023

#### Nationalmannschaft
- Weltmeisterin: 2023
- U20-Weltmeisterin: 2022
- U17-Weltmeisterin: 2018
- U17-Europameisterin: 2018

Individuelle Erfolge und Auszeichnungen
- Beste junge Spielerin der Fußballweltmeisterschaft: 2023
- Goldene Ehrenmedaille des katalanischen Parlaments: 2023 (als Mannschaft FC Barcelona Femení)[28]
- Nominierung für den FIFA-Puskás-Preis: 2022[29]
- Ballon d'Or: 2023 (3. Platz)

### Erfolge als Leichtathletin
Europäisches Olympisches Jugendfestival 2019: Gold in 400 m Hürden, Gold in Medley-Staffel